# فیصل الخراع
فیصل الخراع (انگلیسی: Faisel Al-Kharaa؛ زادهٔ ۵ دسامبر ۱۹۹۳) یک ورزشکار اهل عربستان سعودی است.
از باشگاه‌هایی که در آن بازی کرده‌است می‌توان به باشگاه فوتبال الاتحاد و باشگاه فوتبال هجر عربستان سعودی اشاره کرد.